# Union Station (film)
Union Station is een Amerikaanse film noir uit 1950 onder regie van Rudolph Maté. Destijds werd de film in Nederland uitgebracht onder de titel Meisje ontvoerd.

## Verhaal
De blinde dochter van een miljonair wordt ontvoerd door de schurk Joe Beacom. Dat gebeurde onder het oog van Joyce Willecombe, de secretaresse van William Calhoun. Hij is het hoofd van de spoorwegpolitie van Chicago en hij gaat op onderzoek uit. Zijn secretaresse kan hem daarbij zeer bruikbare aanwijzingen geven.

## Rolverdeling
| Acteur           | Personage              |
| ---------------- | ---------------------- |
| William Holden   | William Calhoun        |
| Nancy Olson      | Joyce Willecombe       |
| Barry Fitzgerald | Inspecteur Donnelly    |
| Lyle Bettger     | Joe Beacom             |
| Jan Sterling     | Marge Wrighter         |
| Allene Roberts   | Lorna Murchison        |
| Herbert Heyes    | Henry L. Murchison     |
| Don Dunning      | Gus Hadder             |
| Fred Graff       | Vince Marley           |
| James Seay       | Eddie Shattuck         |
| Parley Baer      | Rechercheur Gottschalk |
| Ralph Sanford    | Rechercheur Fay        |
| Richard Karlan   | George Stein           |
| Bigelow Sayre    | Rechercheur Ross       |
| Charles Dayton   | Howard Kettner         |